# Viercontinentenkampioenschap kunstschaatsen
Het Viercontinentenkampioenschap is een jaarlijks terugkerend evenement in het kunstschaatsen dat georganiseerd wordt door de Internationale Schaatsunie (ISU) voor deelnemers uit landen buiten Europa, namelijk van de vier continenten Afrika, Amerika, Azië en Oceanië.
Medailles zijn er te verdienen in de categorieën mannen individueel, vrouwen individueel, paren en ijsdansen.

## Historie
Het Viercontinentenkampioenschap werd door de ISU opgezet om de niet-Europese kunstschaatsers in de gelegenheid te stellen om op een gelijkwaardig kampioenschap als het al jarenlange georganiseerde EK kunstschaatsen uit te kunnen komen. Het eerste toernooi werd in 1999 georganiseerd in Halifax, Canada. De recentste editie (2018) vond in Taipei, Taiwan plaats.

## Startgerechtigde landen
Alle niet-Europese ISU-leden (2019/20: 31) hebben het recht om maximaal drie startplaatsen per categorie in te vullen. Deze regel is afwijkend ten opzichte van de overige ISU kampioenschappen, waarbij extra startplaatsen worden "verdiend" door de prestaties van de deelnemers in het voorgaande seizoen.
Van deze 31 landen hebben er 21 deelgenomen aan een of meerdere kampioenschappen. Puerto Rico, geen ISU-lid meer, was ook tweemaal present. Uit zeven landen nam aan elke editie ten minste een deelnemer deel.
De startgerechtigde landen per continent zijn (tussen haakjes het aantal deelnames op 22 edities):
| Azië | Amerika | Afrika                       | Oceanië                           |
| --- | --- | ---------------------------- | --------------------------------- |
| Cambodja (0) China (22) Filipijnen (13) Hongkong (16) India (3) Indonesië (0) Japan (22) Kazachstan (17) Kirgizië (0) Maleisië (6) Mongolië (0) Noord-Korea (2) Oezbekistan (19) Singapore (5) Taiwan (22) Thailand (10) Turkmenistan (0) Verenigde Arabische Emiraten (0) Vietnam (0) Zuid-Korea (22) | Argentinië (2) Brazilië (7) Canada (22) Chili (0) Mexico (20) Peru (0) Verenigde Staten (22) voormalige leden Grenada (0) Puerto Rico (2) | Marokko (0) Zuid-Afrika (18) | Australië (22) Nieuw-Zeeland (12) |

## Medaillewinnaars

### Mannen
| Jaar | Locatie          | Goud              | Zilver            | Brons             |
| ---- | ---------------- | ----------------- | ----------------- | ----------------- |
| 1999 | Halifax          | Takeshi Honda     | Li Chengjiang     | Elvis Stojko      |
| 2000 | Osaka            | Elvis Stojko      | Li Chengjiang     | Zhang Min         |
| 2001 | Salt Lake City   | Li Chengjiang     | Takeshi Honda     | Michael Weiss     |
| 2002 | Jeonju           | Jeffrey Buttle    | Takeshi Honda     | Gao Song          |
| 2003 | Peking           | Takeshi Honda     | Zhang Min         | Li Chengjiang     |
| 2004 | Hamilton         | Jeffrey Buttle    | Emanuel Sandhu    | Evan Lysacek      |
| 2005 | Gangneung        | Evan Lysacek      | Li Chengjiang     | Daisuke Takahashi |
| 2006 | Colorado Springs | Nobunari Oda      | Christopher Mabee | Matthew Savoie    |
| 2007 | Colorado Springs | Evan Lysacek      | Jeffrey Buttle    | Jeremy Abbott     |
| 2008 | Goyang           | Daisuke Takahashi | Jeffrey Buttle    | Evan Lysacek      |
| 2009 | Vancouver        | Patrick Chan      | Evan Lysacek      | Takahiko Kozuka   |
| 2010 | Jeonju           | Adam Rippon       | Tatsuki Machida   | Kevin Reynolds    |
| 2011 | Taipei           | Daisuke Takahashi | Yuzuru Hanyu      | Jeremy Abbott     |
| 2012 | Colorado Springs | Patrick Chan      | Daisuke Takahashi | Ross Miner        |
| 2013 | Osaka            | Kevin Reynolds    | Yuzuru Hanyu      | Yan Han           |
| 2014 | Taipei           | Takahito Mura     | Takahiko Kozuka   | Song Nan          |
| 2015 | Seoel            | Denis Ten         | Joshua Farris     | Yan Han           |
| 2016 | Taipei           | Patrick Chan      | Jin Boyang        | Yan Han           |
| 2017 | Gangneung        | Nathan Chen       | Yuzuru Hanyu      | Shoma Uno         |
| 2018 | Taipei           | Jin Boyang        | Shoma Uno         | Jason Brown       |
| 2019 | Anaheim          | Shoma Uno         | Jin Boyang        | Vincent Zhou      |
| 2020 | Seoel            | Yuzuru Hanyu      | Jason Brown       | Yuma Kagiyama     |

| Medaillespiegel | Medaillespiegel | Medaillespiegel | Medaillespiegel | Medaillespiegel |
| --------------- | --------------- | --------------- | --------------- | --------------- |
| JPN             | 08              | 09              | 04              | 21              |
| CAN             | 07              | 04              | 02              | 13              |
| USA             | 04              | 03              | 09              | 16              |
| CHN             | 02              | 06              | 07              | 15              |
| KAZ             | 01              | 0               | 0               | 01              |
| Totaal          | 22              | 22              | 22              | 66              |

### Vrouwen
| Jaar | Locatie          | Goud             | Zilver                  | Brons            |
| ---- | ---------------- | ---------------- | ----------------------- | ---------------- |
| 1999 | Halifax          | Tatiana Malinina | Amber Corwin            | Angela Nikodinov |
| 2000 | Osaka            | Angela Nikodinov | Stacey Pensgen          | Annie Bellemare  |
| 2001 | Salt Lake City   | Fumie Suguri     | Angela Nikodinov        | Yoshie Onda      |
| 2002 | Jeonju           | Jennifer Kirk    | Shizuka Arakawa         | Yoshie Onda      |
| 2003 | Peking           | Fumie Suguri     | Shizuka Arakawa         | Yukari Nakano    |
| 2004 | Hamilton         | Yukina Ota       | Cynthia Phaneuf         | Amber Corwin     |
| 2005 | Gangneung        | Fumie Suguri     | Yoshie Onda             | Jennifer Kirk    |
| 2006 | Colorado Springs | Katy Taylor      | Yukari Nakano           | Beatrisa Liang   |
| 2007 | Colorado Springs | Kimmie Meissner  | Emily Hughes            | Joannie Rochette |
| 2008 | Goyang           | Mao Asada        | Joannie Rochette        | Miki Ando        |
| 2009 | Vancouver        | Kim Yu-na        | Joannie Rochette        | Mao Asada        |
| 2010 | Jeonju           | Mao Asada        | Akiko Suzuki            | Caroline Zhang   |
| 2011 | Taipei           | Miki Ando        | Mao Asada               | Mirai Nagasu     |
| 2012 | Colorado Springs | Ashley Wagner    | Mao Asada               | Caroline Zhang   |
| 2013 | Osaka            | Mao Asada        | Akiko Suzuki            | Kanako Murakami  |
| 2014 | Taipei           | Kanako Murakami  | Satoko Miyahara         | Li Zijun         |
| 2015 | Seoel            | Polina Edmunds   | Satoko Miyahara         | Rika Hongo       |
| 2016 | Taipei           | Satoko Miyahara  | Mirai Nagasu            | Rika Hongo       |
| 2017 | Gangneung        | Mai Mihara       | Gabrielle Daleman       | Mirai Nagasu     |
| 2018 | Taipei           | Kaori Sakamoto   | Mai Mihara              | Satoko Miyahara  |
| 2019 | Anaheim          | Rika Kihira      | Jelizabet Toersynbajeva | Mai Mihara       |
| 2020 | Seoel            | Rika Kihira      | You Young               | Bradie Tennell   |

| Medaillespiegel | Medaillespiegel | Medaillespiegel | Medaillespiegel | Medaillespiegel |
| --------------- | --------------- | --------------- | --------------- | --------------- |
| JPN             | 14              | 11              | 10              | 35              |
| USA             | 06              | 05              | 09              | 20              |
| KOR             | 01              | 01              | 0               | 02              |
| UZB             | 01              | 0               | 0               | 01              |
| CAN             | 0               | 04              | 02              | 06              |
| CHN             | 0               | 0               | 01              | 01              |
| KAZ             | 0               | 01              | 0               | 01              |
| Totaal          | 22              | 22              | 22              | 66              |

### Paren
| Jaar | Locatie          | Goud                        | Zilver                                 | Brons                                    |
| ---- | ---------------- | --------------------------- | -------------------------------------- | ---------------------------------------- |
| 1999 | Halifax          | Shen Xue Zhao Hongbo        | Kristy Sargeant Kris Wirtz             | Danielle Hartsell Steve Hartsell         |
| 2000 | Osaka            | Jamie Salé David Pelletier  | Kyoko Ina John Zimmerman               | Tiffany Scott Philip Dulebohn            |
| 2001 | Salt Lake City   | Jamie Salé David Pelletier  | Shen Xue Zhao Hongbo                   | Kyoko Ina John Zimmerman                 |
| 2002 | Jeonju           | Pang Qing Tong Jian         | Anabelle Langlois Patrice Archetto     | Zhang Dan Zhang Hao                      |
| 2003 | Peking           | Shen Xue Zhao Hongbo        | Pang Qing Tong Jian                    | Zhang Dan Zhang Hao                      |
| 2004 | Hamilton         | Pang Qing Tong Jian         | Zhang Dan Zhang Hao                    | Valerie Marcoux Craig Buntin             |
| 2005 | Gangneung        | Zhang Dan Zhang Hao         | Pang Qing Tong Jian                    | Kathryn Orscher Garrett Lucash           |
| 2006 | Colorado Springs | Rena Inoue John Baldwin     | Utako Wakamatsu Jean-Sebastien Fecteau | Elizabeth Putnam Sean Wirtz              |
| 2007 | Colorado Springs | Shen Xue Zhao Hongbo        | Pang Qing Tong Jian                    | Rena Inoue John Baldwin                  |
| 2008 | Goyang           | Pang Qing Tong Jian         | Zhang Dan Zhang Hao                    | Brooke Castile Benjamin Okolski          |
| 2009 | Vancouver        | Pang Qing Tong Jian         | Jessica Dubé Bryce Davison             | Zhang Dan Zhang Hao                      |
| 2010 | Jeonju           | Zhang Dan Zhang Hao         | Keauna McLaughlin Rockne Brubaker      | Meagan Duhamel Craig Buntin              |
| 2011 | Taipei           | Pang Qing Tong Jian         | Meagan Duhamel Eric Radford            | Paige Lawrence Rudi Swiegers             |
| 2012 | Colorado Springs | Sui Wenjing Han Cong        | Caydee Denney John Coughlin            | Mary Beth Marley Rockne Brubaker         |
| 2013 | Osaka            | Meagan Duhamel Eric Radford | Kirsten Moore-Towers Dylan Moscovitch  | Marissa Castelli Simon Shnapir           |
| 2014 | Taipei           | Sui Wenjing Han Cong        | Tarah Kayne Daniel O'Shea              | Alexa Scimeca Chris Knierim              |
| 2015 | Seoel            | Meagan Duhamel Eric Radford | Peng Cheng Zhang Hao                   | Pang Qing Tong Jian                      |
| 2016 | Taipei           | Sui Wenjing Han Cong        | Alexa Scimeca Chris Knierim            | Yu Xiaoyu Jin Yang                       |
| 2017 | Gangneung        | Sui Wenjing Han Cong        | Meagan Duhamel Eric Radford            | Ljoebov Iljoesjetsjkina Dylan Moscovitch |
| 2018 | Taipei           | Tarah Kayne Daniel O'Shea   | Ashley Cain Timothy LeDuc              | Ryom Tae-ok Kim Ju-sik                   |
| 2019 | Anaheim          | Sui Wenjing Han Cong        | Kirsten Moore-Towers Michael Marinaro  | Peng Cheng Jin Yang                      |
| 2020 | Seoel            | Sui Wenjing Han Cong        | Peng Cheng Jin Yang                    | Kirsten Moore-Towers Michael Marinaro    |

| Medaillespiegel | Medaillespiegel | Medaillespiegel | Medaillespiegel | Medaillespiegel |
| --------------- | --------------- | --------------- | --------------- | --------------- |
| CHN             | 16              | 08              | 06              | 30              |
| CAN             | 04              | 08              | 06              | 18              |
| USA             | 02              | 06              | 09              | 17              |
| PRK             | 0               | 0               | 01              | 01              |
| Totaal          | 22              | 22              | 22              | 66              |

### IJsdansen
| Jaar | Locatie          | Goud                                 | Zilver                               | Brons                                |
| ---- | ---------------- | ------------------------------------ | ------------------------------------ | ------------------------------------ |
| 1999 | Halifax          | Shae-Lynn Bourne Victor Kraatz       | Chantal Lefebvre Michel Brunet       | Naomi Lang Peter Tchernyshev         |
| 2000 | Osaka            | Naomi Lang Peter Tchernyshev         | Marie-France Dubreuil Patrice Lauzon | Jamie Silverstein Justin Pekarek     |
| 2001 | Salt Lake City   | Shae-Lynn Bourne Victor Kraatz       | Naomi Lang Peter Tchernyshev         | Marie-France Dubreuil Patrice Lauzon |
| 2002 | Jeonju           | Naomi Lang Peter Tchernyshev         | Tanith Belbin Benjamin Agosto        | Megan Wing Aaron Lowe                |
| 2003 | Peking           | Shae-Lynn Bourne Victor Kraatz       | Tanith Belbin Benjamin Agosto        | Naomi Lang Peter Tchernyshev         |
| 2004 | Hamilton         | Tanith Belbin Benjamin Agosto        | Marie-France Dubreuil Patrice Lauzon | Megan Wing Aaron Lowe                |
| 2005 | Gangneung        | Tanith Belbin Benjamin Agosto        | Melissa Gregory Denis Petukhov       | Lydia Manon Ryan O'Meara             |
| 2006 | Colorado Springs | Tanith Belbin Benjamin Agosto        | Morgan Matthews Maxim Zavozin        | Tessa Virtue Scott Moir              |
| 2007 | Colorado Springs | Marie-France Dubreuil Patrice Lauzon | Tanith Belbin Benjamin Agosto        | Tessa Virtue Scott Moir              |
| 2008 | Goyang           | Tessa Virtue Scott Moir              | Meryl Davis Charlie White            | Kimberly Navarro Brent Bommentre     |
| 2009 | Vancouver        | Meryl Davis Charlie White            | Tessa Virtue Scott Moir              | Emily Samuelson Evan Bates           |
| 2010 | Jeonju           | Kaitlyn Weaver Andrew Poje           | Allie Hann-McCurdy Michael Coreno    | Madison Hubbell Keiffer Hubbell      |
| 2011 | Taipei           | Meryl Davis Charlie White            | Maia Shibutani Alex Shibutani        | Vanessa Crone Paul Poirier           |
| 2012 | Colorado Springs | Tessa Virtue Scott Moir              | Meryl Davis Charlie White            | Kaitlyn Weaver Andrew Poje           |
| 2013 | Osaka            | Meryl Davis Charlie White            | Tessa Virtue Scott Moir              | Madison Chock Evan Bates             |
| 2014 | Taipei           | Madison Hubbell Zachary Donohue      | Piper Gilles Paul Poirier            | Alexandra Aldridge Daniel Eaton      |
| 2015 | Seoel            | Kaitlyn Weaver Andrew Poje           | Madison Chock Evan Bates             | Maia Shibutani Alex Shibutani        |
| 2016 | Taipei           | Maia Shibutani Alex Shibutani        | Madison Chock Evan Bates             | Kaitlyn Weaver Andrew Poje           |
| 2017 | Gangneung        | Tessa Virtue Scott Moir              | Maia Shibutani Alex Shibutani        | Madison Chock Evan Bates             |
| 2018 | Taipei           | Kaitlin Hawayek Jean-Luc Baker       | Carolane Soucisse Shane Firus        | Kana Muramoto Chris Reed             |
| 2019 | Anaheim          | Madison Chock Evan Bates             | Kaitlyn Weaver Andrew Poje           | Piper Gilles Paul Poirier            |
| 2020 | Seoel            | Madison Chock Evan Bates             | Piper Gilles Paul Poirier            | Madison Hubbell Zachary Donohue      |

| Medaillespiegel | Medaillespiegel | Medaillespiegel | Medaillespiegel | Medaillespiegel |
| --------------- | --------------- | --------------- | --------------- | --------------- |
| USA             | 13              | 12              | 12              | 37              |
| CAN             | 09              | 10              | 09              | 28              |
| JPN             | 0               | 0               | 01              | 01              |
| Totaal          | 22              | 22              | 22              | 66              |

## Medaillespiegel
Totaal over de vier kampioenschappen.
| Land             | Goud | Zilver | Brons | Totaal |
| ---------------- | ---- | ------ | ----- | ------ |
| Verenigde Staten | 25   | 26     | 39    | 0090   |
| Japan            | 22   | 20     | 15    | 0057   |
| Canada           | 20   | 26     | 19    | 0065   |
| China            | 18   | 14     | 14    | 0046   |
| Kazachstan       | 01   | 01     | 0     | 0002   |
| Zuid-Korea       | 01   | 01     | 0     | 0002   |
| Oezbekistan      | 01   | 0      | 0     | 0001   |
| Noord-Korea      | 0    | 0      | 01    | 0001   |
| Totaal           | 88   | 88     | 88    | 264    |

1999 · 
2000 · 
2001 · 
2002 · 
2003 · 
2004 · 
2005 · 
2006 ·
2007 ·
2008 ·
2009 ·
2010 ·
2011 ·
2012 ·
2013 ·
2014 ·
2015 ·
2016 ·
2017 ·
2018 ·
2019 ·
2020 ·
2021 ·
2022
EK kunstschaatsen ·
WK kunstschaatsen ·
WK kunstschaatsen junioren ·
Olympische Spelen